# Ino Yamanaka
Ino Yamanaka (山中 いの?, Yamanaka Ino) è un personaggio della serie anime e manga Naruto, scritto e disegnato dal mangaka Masashi Kishimoto.
Il suo cognome significa "attraverso le montagne" mentre il nome "cinghiale selvaggio" (ecco perché Sakura, per insultarla, la chiama maial-Ino): questo genera un contrasto ironico con quello del suo compagno di squadra Choji Akimichi, il cui nome significa "farfalla", dal momento che è due volte più grosso di lei. Con i suoi compagni del team guidato dal figlio del Terzo Hokage Asuma Sarutobi, Shikamaru Nara e appunto Choji, forma la sedicesima generazione del team Ino-Shika-Cho, che richiama la combinazione di carte del gioco giapponese Hanafuda denominata appunto Ino-Shika-Cho (Cinghiale-Cervo-Farfalla).

## Aspetto
Fin da piccola, Ino viene considerata una bellissima ragazza. 
Ha lunghi capelli biondo platino che porta raccolti in una coda alta, acconciatura tradizionale del suo clan, con un lungo ciuffo che le cade sull'occhio destro. Ha gli occhi azzurro intenso, disegnati senza pupilla, occasionalmente rappresentati come tendenti al verde nelle illustrazioni a colori del manga. 
Indossa solitamente abiti alla moda di colore viola, consistenti in una combinazione di top corto e gonna, più una serie di accessori che cambiano nelle varie parti del manga. Durante la Quarta Grande Guerra Ninja, invece, indossa la divisa da guerra standard del villaggio della Foglia, consistente in maglia e pantaloni scuri più un giubbotto senza maniche in tessuto protettivo di colore verde militare. Indossa normalmente anche sandali standard da shinobi, una fondina per armi sulla coscia destra e orecchini a cerchio o a borchia, che hanno per il suo clan un valore simbolico-rituale. Una sua particolarità è il fatto di essere, nella seconda parte del manga, l'unica fra i ninja attivi a non indossare il coprifronte, ovvero una fascia di tessuto con cucita sopra una targhetta identificativa, sulla quale è inciso il simbolo del villaggio di appartenenza, solitamente indossata in qualche modo da tutti i ninja (nella prima parte, infatti, Ino lo indossava in vita come una cintura).

## Personalità
Ino è aggressiva, egocentrica e prepotente, caratteristiche che la portano spesso a imporsi sui suoi compagni di Team, anche contro la loro volontà. A causa di ciò, il suo compagno Shikamaru è solito riferirsi a lei come a una "seccatura". Tuttavia, la ragazza è anche molto estroversa, tenace, responsabile e leale, forgiando col tempo legami molto profondi sia coi compagni che con il loro maestro, Asuma Sarutobi, mostrando costantemente di preoccuparsi per loro e addirittura dando fondo alle sue capacità per vendicare il suo maestro, ucciso in un attacco nemico. 
Da bambina, era molto amica di Sakura, che difese dai bulli e aiutò a crearsi una propria autostima, dimostrando quindi di avere un buon cuore. Tuttavia, le due litigarono quando scoprirono di essere entrambe invaghite di Sasuke Uchiha, diventando invece rivali. Dopo l'arco degli esami Chunin però inizieranno a riavvicinarsi fino a tornare a essere la migliore amica l'una dell'altra, cosa semplificata quando Ino supera la sua cotta per Sasuke (che poi Sakura invece sposerà), spostando le sue attenzioni sul nuovo membro del team 7 Sai, che poi diventerà suo marito, e soprattutto comincia particolarmente ad apprezzare Naruto Uzumaki con rispetto per ogni rapporto buono.

## Storia
Ino è la figlia di Inoichi Yamanaka ed è un membro del Clan Yamanaka, specializzato nelle tecniche di controllo, spionaggio e trasmissione mentale, e che dirige un piccolo negozio di fiori nel Villaggio della Foglia, dove Ino lavora part-time nei periodi liberi dalle missioni. Durante gli anni in accademia è stata la prima amica di Sakura e la aiutò a formarsi un'identità e a sviluppare una certa autostima; in seguito, quando Sakura si prese una cotta per Sasuke, le due troncarono il loro rapporto, diventando a tutti gli effetti rivali.
Dopo aver affrontato alcune missioni insieme ai suoi compagni, Ino partecipa agli esami di selezione dei Chunin, affrontando prima il Team Dosu, giunto per uccidere Sasuke, ed infine affronta Sakura in uno scontro che si concluderà alla pari. Dopo la fuga di Sasuke, Ino chiede a Sakura di intercedere con Tsunade per diventare sua allieva. Sakura accetta e, essendo già allieva del Quinto Hokage, diventa automaticamente la sua senpai.
Nella seconda parte della storia, dopo tanto tempo, Ino ha spesso rispetto per Naruto come il suo più grande amico, ed è diventata molto più matura e anche un abile ninja medico grazie agli allenamenti di Tsunade e alla supervisione di Sakura.
Si unisce quindi ad una squadra composta da Choji, Raido Namiashi e Aoba Yamashiro per fermare Hidan e Kakuzu, due membri di Alba; giunge tuttavia troppo tardi per aiutare il team di Shikamaru e assiste impotente alla morte del suo maestro. Decisa a vendicarlo parte con Shikamaru, Choji e Kakashi per fermare i due membri di Alba e nello scontro che segue affronta Kakuzu; poco prima di essere eliminata, viene salvata dai rinforzi e assiste alla sconfitta di Kakuzu per mano di Naruto.
Durante l'attacco di Pain affronta i nemici insieme a Ibiki, suo padre, alcuni ANBU e Shizune e assiste impotente alla morte di quest'ultima per mano di uno dei corpi del nemico. Dopo che Pain viene sconfitto da Naruto, Ino ha spesso osservato che avrebbe potuto quasi innamorarsi del ragazzo che ha distrutto definitivamente l’organizzazione Alba. Ino, durante la storia si dimostra sempre più amichevole e fedele nei confronti di Naruto che è oramai un vero eroe.
In seguito Ino viene reclutata nella Quinta Divisione, comandata da Mifune, e viene inviata come riserva alla Prima Divisione di Darui; insieme a Shikamaru e Choji, tiene a bada Kinkaku con un'azione combinata, in modo che Darui possa sigillare il nemico all'interno della zucca rossa. In seguito, insieme a Choji e Shikamaru, affronta personalmente il suo maestro Asuma, riportato in vita tramite la Tecnica della Resurrezione Impura. Dopo un duro scontro Ino riesce, insieme ai suoi compagni, a sconfiggere il suo maestro, il quale viene sigillato da una squadra alleata. Si reca poi insieme al resto dell'alleanza a combattere contro Obito e Madara e assiste impotente alla morte del padre. In seguito viene soggiogata dallo Tsukuyomi Infinito insieme ai suoi compagni, dove immagina il padre ancora vivo e di essere contesa tra Sasuke e Sai.
Alcuni anni dopo la fine della guerra Ino, ora capoclan, sposa Sai da cui ha un figlio, Inojin. Nell‘episodio speciale, come finale alternativo della storia, scoprirà il vero amore con Naruto, sposandolo.
Nel sequel/spin-off Boruto: Naruto Next Generations, Ino, oltre a lavorare nel negozio di fiori di famiglia, è anche a capo del reparto sensoriale di Konoha, che si occupa di spionaggio, informazioni, interrogatori, infiltrazioni e di monitorare e mantenere attiva la barriera di chakra che protegge Konoha. 

## Capacità ninja
Ino, come membro del Clan Yamanaka, è in grado di utilizzare la tecnica del Capovolgimento Spirituale, che le consente di impossessarsi del corpo dell'avversario. Ino utilizza questa tecnica insieme al Controllo dell'Ombra di Shikamaru, che la utilizza per tenere bloccati gli altri avversari. Nell'anime utilizza anche la tecnica dello Sconvolgimento Spirituale, che ha lo stesso effetto ma permette di controllare l'avversario a distanza, permettendole di rimanere nel proprio corpo. Nella seconda parte del manga, in particolare nella Quarta Grande Guerra Ninja, Ino dimostra di essere molto migliorata e di essere molto più forte di prima fermando la Teriosfera del Decacoda grazie al Capovolgimento Spirituale, evitando così la morte di tutte le persone nel raggio d'azione del demone.
Dopo l'allenamento con Tsunade e Sakura, Ino acquisisce le arti mediche, diventando quindi un Ninja Medico; oltre a ciò, Ino ha una vasta conoscenza dei fiori velenosi e ciò la rende un'abile ninja medico.
Ino è capace di utilizzare i fiori in combattimento per stordire o colpire l'avversario combinando le sue abilità. Durante la Quarta Grande guerra esibisce una delle sue grandi abilità ovvero la capacità di manipolare un numero smisurato di corpi e fungendo anche da comunicatore per la battaglia grazie ad un'altra tecnica del suo clan che le permette di comunicare da qualsiasi distanza con un altro membro del suo clan in questo caso suo padre.